# Begraafplaats van Bray-sur-Somme
De Begraafplaats van Bray-sur-Somme is een gemeentelijke begraafplaats gelegen in de Franse gemeente Bray-sur-Somme (departement Somme). De begraafplaats ligt aan de Avenue Georges Duhamel op 280 m ten noorden van het centrum van Bray (Église Saint-Nicolas). Ze heeft een trapeziumvormig grondplan en wordt gedeeltelijk omgeven door een bakstenen muur en een haag. Een tweedelig metalen hek sluit de begraafplaats af. Aan de buitenkant van de oostelijke muur van de begraafplaats staat een monument voor de gesneuvelde gemeentenaren uit de beide wereldoorlogen.
Ten noorden grenst de begraafplaats aan de Franse militaire begraafplaats Nécropole nationale de Bray-sur-Somme.

## Britse militaire graven
Op de begraafplaats liggen 3 Britse gesneuvelden uit de Eerste Wereldoorlog. 
- John Percival Longfield, kapitein bij het Norfolk Regiment werd onderscheiden met het lidmaatschap in de Royal Victorian Order (MVO).
- de soldaten G. Quinn (Leinster Regiment) en Richard Parr Morris (The Loyal North Lancashire Regiment).

Hun graven worden onderhouden door de Commonwealth War Graves Commission en staan er geregistreerd onder Bray-sur-Somme Communal Cemetery